# Góra Matemblewska
Góra Matemblewska – wzniesienie o wysokości 160,3 m n.p.m. Wzniesienie jest położone w woj. pomorskim na obszarze miasta Gdańska, w obrębie dzielnicy Brętowo, około 100 m od granicy z dzielnicą Matarnia i osiedlem Złota Karczma.
Oficjalną nazwę wzniesienia wprowadzono po II wojnie światowej, wcześniej wzniesienie było oznaczane tylko wysokością 159,9 m n.p.m. Jak również przed wojną, w odległości około 800 m na zachód od wzniesienia przechodziła granica między II Rzecząpospolitą a Wolnym Miastem Gdańskiem. Obecnie na wschód od szczytu wzniesienia, w odległości ok. 80 m przebiega tzw. „żółty szlak turystyczny”.